# 3732 Vávra
3732 Vávra è un asteroide della fascia principale. Scoperto nel 1984, presenta un'orbita caratterizzata da un semiasse maggiore pari a 2,1582845 UA e da un'eccentricità di 0,0711957, inclinata di 1,55864° rispetto all'eclittica.
L'asteroide è dedicato al padre della scopritrice Anton Alfred Vávra.